# Kadleroshilik River
Der Kadleroshilik River ist ein etwa 172 km langer Zufluss der Beaufortsee im Bereich der North Slope im Nordosten des US-Bundesstaats Alaska.

## Verlauf
Der Kadleroshilik River entspringt in einem niedrigen in Ost-West-Richtung verlaufenden Höhenkamm 10 km nördlich der Brookskette auf einer Höhe von etwa 430 m. Der Flusslauf des Echooka River verläuft 4,5 km weiter südsüdwestlich. Der Kadleroshilik River durchfließt die Tundralandschaft der Küstenebene, anfangs nach Nordwesten, ab Flusskilometer 142 in nördlicher Richtung. Entlang dem Ober- und Mittellauf bildet der Kadleroshilik River unzählige enge Flussschlingen. Bei Flusskilometer 70 wendet sich der Fluss in Richtung Nordnordost. Er weist nun nur noch wenige weite Flussschlingen auf. Bei Flusskilometer 20 befindet sich am linken Flussufer der Pingo Kadleroshilik Mound (⊙), ein im Permafrost entstandener Erdhügel. Dieser überragt die Umgebung um 52 m und ist der größte Pingo in der arktischen Küstenebene. Der Kadleroshilik River mündet schließlich 31 km östlich von Deadhorse in die Foggy Island Bay.

## Flussfauna
Im Kadleroshilik River wurden folgende Fischarten nachgewiesen: Arktische Äsche, Dolly-Varden-Forelle, Neunstachliger Stichling und die Groppen-Art Cottus cognatus.

## Namensgebung
Der Flussname geht auf eine Veröffentlichung von Leffingwell im Jahr 1919 zurück. Dieser benannte den Fluss nach dem Pingo Kadleroshilik Mound. Dessen Name kommt aus der Eskimo-Sprache und bedeutet „besitzt etwas auf der Spitze“.

## Einzugsgebiet
Das etwa 1450 km² große Einzugsgebiet des Kadleroshilik River grenzt im Osten an das Einzugsgebiet des Shaviovik River sowie im Westen an das des Sagavanirktok River.